# Јам (поврће)
Јам је уобичајено име за неке биљне врсте из рода Dioscorea (породица Dioscoreaceae) које формирају јестиве кртоле (неке друге врсте у роду су токсичне).
Јам је вишегодишња зељаста биљка која потиче из Африке, Азије и Америке и узгаја се ради конзумирања њених скробних кртола у многим умереним и тропским регионима. Саме кртоле долазе у различитим облицима захваљујући бројним сортама и сродним врстама.

## Опис
Монокотиледонска биљка, сродна љиљанима и травама, јам је бујна зељаста, вишегодишња биљка која расте из кртола. Познато је око 870 врста јамова, од којих се неке широко узгајају због јестивих кртола, али су друге токсичне (као што је Dioscorea communis - бљушт).
Биљке јама могу нарасти до 15 м у дужину и 7,6 до 15,2 цм у висину. Кртола може урасти у земљу до 1,5 м дубоко. Биљка распршује семе.
Јестиви гомољ има храпаву кожицу коју је тешко огулити, али се лако омекша кувањем. Боја коже варира од тамно браон до светло розе. Већи део или месо поврћа се састоји од много мекше супстанце која варира у боји од беле или жуте до љубичасте или ружичасте у зрелом јаму.

## Распрострањеност и станиште
Јам је пореклом из Африке, Азије и Америке. На тим континентима су независно одомаћене три врсте: Dioscorea cayenensis subsp. rotundata (Африка), Dioscorea alata (Азија), и Dioscorea trifida (Јужна Америка).

## Екологија
Неки јамови су инвазивне биљке, које се често сматрају штетним коровом изван култивисаних површина.

## Култивација
Јам се узгаја ради потрошње скробних кртола у многим умереним и тропским регионима, посебно у западној Африци, Јужној Америци и Карибима, Азији и Океанији. Око 95% усева јама се узгаја у Африци.
Узгој јама почиње када се цели семенски гомољи или делови гомоља посаде у хумке или гребене, на почетку кишне сезоне. Принос усева зависи од тога како и где су сетови посађени, величине хумки, размака међу биљкама, обезбеђивања кочића за биљке, врсте јама и жељених величина гомоља приликом жетве. Мали фармери у западној и централној Африци често мешају јам са житарицама и поврћем. Семе је кварљиво и гломазно за транспорт. Пољопривредници који не купују нови јам обично издвајају до 30% своје жетве за садњу следеће године. Усеви јама су под могућим утицајем низа штеточина инсеката и гљивичних и вирусних болести, као и нематода. Њихове фазе раста и мировања одговарају влажној и сушној сезони. За максимални принос, јам захтева влажно тропско окружење, са годишњом количином падавина од преко 1500 мм равномерно распоређених током вегетације. Бели, жути и водени јам обично дају једну велику гомољу годишње, обично тежине 5 до 10 кг.
Јам напада релативно мало штеточина и болести. Постоји гљивично обољење антракноза које узрокује Colletotrichum gloeosporioides која је широко распрострањена у свету. Винч и сар.,  су 1984. утврдили да ова гљивица погађа велики број врста јама.
Упркос високим захтевима за радном снагом и трошковима производње, потражња потрошача за јамом је велика у одређеним подрегионима Африке, што чини узгој јама прилично профитабилним за одређене фармере.

### Берба
Јам у западној Африци се обично бере ручно, користе се штапови, лопатице или мотике. Алати на бази дрвета су пожељнији од металних алата јер је мања вероватноћа да ће оштетити крхке кртоле; међутим, алати од дрвета захтевају честу замену. Берба јама је радно интензивна и физички захтевна. Берба кртола укључује стајање, савијање, чучање, а понекад и седење на тлу у зависности од величине хумке, величине гомоља или дубине продирања кртола. Мора се пазити да се кртола не оштети, јер се оштећене кртоле лоше складиште и брзо се кваре. 
У шумовитим подручјима, кртоле расту у подручјима где су присутни други коренови дрвећа. Берба кртола тада укључује додатни корак њиховог ослобађања од другог корења. Ово често узрокује оштећење гомоља.
Ваздушне кртоле се беру ручним чупањем са лозе.
Приноси се могу побољшати, а трошкови производње јама нижи ако се развије и усвоји механизација. Међутим, садашње праксе производње усева и врсте које се користе представљају значајне препреке за успешну механизацију производње јама, посебно за мале сеоске фармере. Можда ће бити потребне опсежне промене у традиционалној пракси узгоја, као што је мешовити усев. Модификација постојеће опреме за жетву кртола је неопходна с обзиром на грађу јам гомоља и њена различита физичка својства.

### Производња
У 2020. светска производња јама износила је 75 милиона метричких тона, предвођени Нигеријом са 67% од укупне количине (табела).
| Држава                                         | Производња (милиони тона) |
| ---------------------------------------------- | ------------------------- |
| Нигерија                                       | 50.1                      |
| Гана                                           | 8.5                       |
| Обала Слоноваче                                | 7.7                       |
| Бенин                                          | 3.2                       |
| Того                                           | 0.9                       |
| Камерун                                        | 0.7                       |
| Свет                                           | 74.8                      |
| Извор: Организација УН за храну и пољопривреду |                           |

## Токсичност
За разлику од маниоке, већина сорти јестивог, зрелог, култивисаног јама не садржи токсична једињења. Међутим, постоје изузеци. Горка једињења имају тенденцију да се акумулирају у незрелим ткивима гомоља белог и жутог јама. То могу бити полифеноли или једињења слична танину.
Дивљи облици горког јама (Dioscorea dumetorum) садрже неке токсине, као што је дихидродиоскорин, који имају горак укус, па се стога називају горким јамом. Горки јам се иначе не једе осим у тренуцима очаја у сиромашним земљама и у временима локалне несташице хране. Обично се детоксикују потапањем у посуду са сланом водом, у хладној или врућој слаткој води или у потоку. Горка једињења у овом јаму су алкалоиди растворљиви у води који, након гутања, изазивају тешке и узнемирујуће симптоме. Тешки случајеви тровања алкалоидима могу бити фатални.
Ваздушни или кромпиров јам (D. bulbifera) има антинутритивне факторе. У Азији се за горке сорте овог јама користе методе детоксикације, које укључују екстракцију воде, ферментацију и печење рендане кртоле. Горка једињења у јаму такође локално познатом као ваздушни кромпир укључују диосбулбин и могуће сапонине, као што је диосгенин. У Индонезији се екстракт ваздушног кромпира користи за припрему отрова за стрелице.

## Примена

### Исхрана
Сирови јам има само умерену густину хранљивих материја, ограничену на калијум, витамин Б6, манган, тиамин, дијететска влакна и витамин Ц (табела). Али сирови јам има највиши ниво калијума међу 10 главних основних намирница на свету. Јам обезбеђује 118 калорија на 100 грама. Јам генерално има нижи гликемијски индекс, око 54% глукозе на 150 грама, у поређењу са производима од кромпира.
Као храна са релативно ниским садржајем протеина, јам није добар извор есенцијалних аминокиселина. Стручњаци наглашавају потребу да се исхрана која доминира јамом допуни храном богатом протеинима како би се подржао здрав раст деце.
Јам је важан елемент исхране за људе из Нигерије и Западне Африке. Доприноси са више од 200 калорија по особи дневно за више од 150 милиона људи у западној Африци и важан је извор прихода. Јам је атрактивна култура на сиромашним фармама са ограниченим ресурсима. Богат је скробом и може се припремити на много начина. Доступан је током целе године, за разлику од других, непоузданих, сезонских усева. Ове карактеристике чине јам омиљеном храном и   сигурном храном у неким земљама подсахарске Африке.

### Складиштење
Корени и кртоле као што је јам су живи организми. Када се складиште, они настављају да дишу, што доводи до оксидације скроба (полимера глукозе) садржаног у ћелијама гомоља, који га претвара у воду, угљен-диоксид и топлотну енергију. Током ове трансформације скроба, сува материја кртола се смањује.
Међу главним коренима и кртолама, правилно ускладиштени јам се сматра најмање кварљивим. Успешно складиштење јама захтева:
- почетни избор здравог и здравог јама
- правилно лечење, ако је могуће у комбинацији са третманом фунгицидом
- адекватна вентилација за уклањање топлоте настале дисањем кртола
- редован преглед током складиштења и уклањање трулих кртола и свих клица које се развију
- заштита од директне сунчеве светлости и кише

Чување јама на ниској температури смањује брзину дисања. Међутим, температуре испод 12 °C (54 °F) изазивају оштећења кроз хлађење, узрокујући разградњу унутрашњих ткива, повећавајући губитак воде и подложност кварењу. Симптоми повреде од хлађења нису увек очигледни када су кртоле још увек у хладњачи. Повреда постаје приметна чим се кртоле врате на температуру околине.

### Потрошња
Јам се конзумира у разним облицима, као што су брашно или комади целог поврћа широм његовог опсега дистрибуције у Азији, Африци, Северној Америци, Централној Америци, Карибима, Јужној Америци и Океанији.